# Covington (Kentucky)
Covington is een plaats (city) in de Amerikaanse staat Kentucky, en valt bestuurlijk gezien onder Kenton County.

## Demografie
Bij de volkstelling in 2000 werd het aantal inwoners vastgesteld op 43.370.
In 2006 is het aantal inwoners door het United States Census Bureau geschat op 42.797, een daling van 573 (-1.3%). In 2019 werd het aantal inwoners geschat op 40.341.

## Geografie
Volgens het United States Census Bureau beslaat de plaats een oppervlakte van
35,4 km², waarvan 34,0 km² land en 1,4 km² water. Covington ligt op ongeveer 229 m boven zeeniveau.
Covington ligt aan de samenvloeiing van de Ohio en de Licking. Op de andere, noordelijke oever van de Ohio ligt Cincinnati.

## Plaatsen in de nabije omgeving
De onderstaande figuur toont nabijgelegen plaatsen in een straal van 4 km rond Covington.

## Geboren
- Frank Duveneck (1848-1919), kunstschilder
- Frederick William Franz (1893-1992), president Wachttoren-, Bijbel- en Traktaatgenootschap
- Una Merkel (1903-1986), actrice
- Maryat Lee (1923-1989), regisseuse
- Luther Hughes (1946), bassist en componist
- Adrian Belew (1949), gitarist en zanger (Frank Zappa, Talking Heads, David Bowie en King Crimson)
- Jack Lawrence (1976), muzikant